# Pepper Peak
Pepper Peak är en bergstopp i Antarktis. Den ligger i Västantarktis. Argentina, Chile och Storbritannien gör anspråk på området. Toppen på Pepper Peak är 940 meter över havet, eller 437 meter över den omgivande terrängen. Bredden vid basen är 4,4 km.
Terrängen runt Pepper Peak är kuperad åt sydväst, men åt nordost är den platt. Trakten är obefolkad. Det finns inga samhällen i närheten. 